# Megachile terminata
Megachile terminata är en biart som beskrevs av Morawitz 1875. Megachile terminata ingår i släktet tapetserarbin, och familjen buksamlarbin. Inga underarter finns listade i Catalogue of Life.